# Hymne national de la République kirghize
L'hymne national de la République du Kirghizistan a été adoptée en 1992 par la nouvelle république du Kirghizstan après l'indépendance vis-à-vis de l'Union des républiques socialistes soviétiques. La musique a été composée par Nasir Davlesov et Qaliy Moldobasanov, et le texte rédigé par Jamil Sadiqov et Eshmambet Quluyev,.

## Paroles

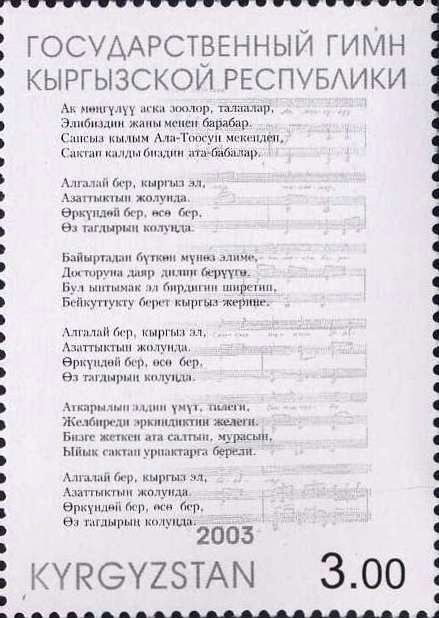

### Paroles officielles en kirghize
Depuis le 27 décembre 2012, le deuxième couplet ne fait plus partie de l'hymne national.
| Cyrillique | Latin | Perso-arabe | Mongol | Transcription API |
| --- | --- | --- | --- | --- |
| Ак мөңгүлүү аска зоолор, талаалар, Элибиздин жаны менен барабар. Сансыз кылым Ала-Тоосун мекендеп, Сактап келди биздин ата-бабалар. Кайырма: Алгалай бер, кыргыз эл, Азаттыктын жолунда. Өркүндөй бер, өсө бер, Өз тагдырың колуңда. Байыртадан бүткөн мүнөз элиме, Досторуна даяр дилин берүүгө. Бул ынтымак эл бирдигин ширетип, Бейкуттукту берет кыргыз жерине. Кайырмасы Аткарылып элдин үмүт, тилеги, Желбиреди эркиндиктин желеги. Бизге жеткен ата салтын, мурасын, Ыйык сактап урпактарга берели. Кайырмасы, | Aq mönggülüü asqa zoolor, talaalar, Elibizdin jani menen barabar. Sansiz qilim Ala-Toosun mekendep, Saqtap keldi bizdin ata-babalar. Qayirma: Alghalai ber, qirghiz el, Azattiqtin jolunda. Örkündöi ber, ösö ber, Öz taghdiring qolungda. Bayirtadan bütkön münöz elime, Dostoruna dayar dilin berüügö. Bul intimaq el birdigin shiretip, Beiquttuqtu beret qirghiz jerine. Qayirmasi Atqarilip eldin ümüt, tilegi, Jelbiredi erkindiktin jelegi. Bizge jetken ata saltin, murasin, Iyiq saqtap urpaqtargha bereli. Qayirmasi | ،اق مۅڭگۉلۉۉ اسقا زوولور، تالاالار .ەلىبىزدىن جانى مەنەن بارابار ،سانسىز قىلىم الا-تووسۇن مەكەندەپ .ساقتاپ كەلدى بىزدىن اتا-بابالار :قايىرما ،العالاي بەر، قىرعىز ەل .ازاتتىقتىن جولۇندا ،ۅركۉندۅي بەر، ۅسۅ بەر .ۅز تاعدىرىڭ قولۇڭدا ،بايىرتادان بۉتكۅن مۉنۅز ەلىمە .دوستورۇنا دايار دىلىن بەرۉۉگۅ ،بۇل ىنتىماق ەل بىردىگىن شىرەتىپ .بەيقۇتتۇقتۇ بەرەت قىرعىز جەرىنە قايىرماسى ،اتقارىلىپ ەلدىن ۉمۉت، تىلەگى .جەلبىرەدى ەركىندىكتىن جەلەگى ،بىزگە جەتكەن اتا سالتىن، مۇراسىن .ىيىق ساقتاپ ۇرپاقتارعا بەرەلى قايىرماسى | ᠠᠬ᠎ᠠ ᠮᠥᠩᠭᠦᠯᠦᠭᠦ ᠠᠰᠬ᠎ᠠ ᠵᠣᠯᠠᠷ᠂ ᠲᠠᠯᠠᠭᠠᠯᠠᠷ᠂ ᠡᠯᠢᠪᠢᠽᠢᠳᠢᠨ ᠵᠠᠨ ᠤ ᠮᠡᠨᠡᠨ ᠪᠠᠷᠠᠪᠠᠷ᠃ ᠰᠠᠨᠰ ᠤᠽ ᠬ ᠤ ᠤᠮ ᠠᠯ-ᠲᠣᠭᠣᠰᠤᠩ ᠮᠡᠬᠡᠨᠳᠡᠫ᠂ ᠰᠠᠺᠲ᠋ᠠᠫ ᠬᠢᠯᠳᠢ ᠪᠢᠽᠢᠳᠢᠨ ᠠᠲ᠋ᠠ ᠪᠠᠪᠠᠯᠠᠷ᠃ ᠬᠠ ᠤᠷᠮᠠ᠄ ᠠᠯᠠᠭᠠᠯᠠᠢ ᠪᠡᠷᠢ᠂ ᠬ ᠤᠭ ᠤᠽ ᠡᠯ᠎ᠡ᠂ ᠠᠵᠠᠲ ᠤ ᠬᠢᠲ ᠤᠨ ᠵᠢᠯᠤᠩᠳᠠ᠃ ᠥᠷᠬᠦᠨᠳᠡᠢ ᠪᠡᠷᠢ᠂ ᠥᠰᠥ ᠪᠡᠷᠢ᠂ ᠥᠽ ᠲᠠᠭᠲ ᠶᠢᠷ ᠤᠨ ᠬᠣᠯᠤᠩᠳᠠ᠃ ᠪᠠᠢ ᠤᠲ᠋ᠠᠲᠤᠨ ᠪᠦᠲᠡᠬᠡᠨ ᠮᠦᠨ᠎ᠡᠽ ᠡᠯᠢᠮᠡ᠂ ᠳᠠᠰᠤᠲᠠᠷᠤᠨᠠ ᠳᠠᠶᠠᠷᠠ ᠳ᠋ᠢᠯᠢᠨ ᠪᠡᠷᠡᠭᠡ᠃ ᠪᠤᠯᠤ ᠤᠨᠲ ᠤᠮᠤᠬᠤ ᠡᠯ᠎ᠡ ᠪᠢᠷᠢᠳᠠᠭᠢᠨ ᠰᠢᠷᠡᠲ᠋ᠢᠫ᠂ ᠪᠧᠢᠬᠢᠲᠤᠲᠤᠬᠠᠲᠤ ᠪᠡᠷ᠎ᠡ ᠳᠦ ᠺ ᠤᠭ ᠤᠽ ᠵᠡᠷᠡᠨ᠎ᠡ᠃ ᠬᠠᠤᠷᠮᠤᠰ ᠤ ᠠᠳᠬᠠᠷᠰ ᠤᠫ ᠡᠯᠳᠡᠨ ᠦᠮᠦ ᠳᠦ᠂ ᠲᠡᠯᠭᠢ᠂ ᠵᠡᠯᠪᠢᠷᠢᠳᠢ ᠡᠷᠺᠢᠨᠳᠢᠬᠲ᠋ᠢᠨ ᠵᠡᠯᠭᠢ᠃ ᠪᠢᠵᠡᠭᠡ ᠵᠡᠳᠲᠡᠬᠡᠨ ᠠᠲ᠋ᠠ ᠰᠠᠯᠲᠠ ᠶᠢᠨ᠂ ᠮᠤᠷᠠᠰ ᠤᠨ᠂ ᠍ ᠤ ᠤ ᠬᠢ ᠰᠠᠬᠠᠲᠠᠫ ᠤᠷᠫᠠᠬᠤᠪᠲᠤᠷᠭ᠎ᠠ ᠪᠡᠷᠢᠯ᠃ ᠬᠠᠤᠷᠮᠤᠰ ᠤ | [ɑq mɵŋ.gʉ.ˈlʉː ɑs.ˈqɑ zɔː.ˈɫɔr tɑ.ɫɑː.ˈɫɑr ǀ] [e.li.biz.ˈdin d͡ʑɑ.ˈnɯ me.ˈnen bɑ.rɑ.ˈbɑr ‖] [sɑn.ˈsɯz qɯ.ˈɫɯm ɑ.ɫɑ.tɔː.ˈsun me.cen.ˈdep ǀ] [sɑχ.ˈtɑp cel.ˈdi biz.ˈdin ɑ.ˈtɑ bɑ.bɑ.ˈɫɑr ‖] [qɑ.jɯr.ˈmɑ] [ɑʟ̠.ɢɑ.ˈɫɑj ber qɯr.ˈɢɯz el ǀ] [ɑ.zɑt.tɯχ.ˈtɯn d͡ʑɔ.ɫun.ˈdɑ ‖] [ɵr.kʉn.ˈdɵj ber ɵ.ˈsɵ ber ǀ] [ɵz tɑɢ.dɯ.ˈrɯŋ qɔ.ɫuŋ.ˈdɑ ‖] [ba.jɯr.tɑ.dɑn bʉt.kɵn mʉ.nɵz e.li.me ǀ] [dɔs.tɔ.ru.nɑ da.jɑr di.lin be.rʉː.gɵ ‖] [buɫ ɯn.tɯ.mɑχ el bir.di.ɟin ɕi.re.tip ǀ] [bej.qut.tuχ.tu be.ret qɯr.ʁɯz d͡ʑe.ri.ne ‖] [qɑ.jɯr.ˈmɑ] [ɑt.qɑ.rɯ.ˈɫɯp el.ˈdin ʉ.ˈmʉt ti.le.ˈɟi ǀ] [d͡ʑel.bi.re.ˈdi er.cin.dic.ˈtin d͡ʑe.le.ˈɟi ‖] [biz.ˈɟe d͡ʑet.ˈcen ɑ.ˈtɑ sɑɫ.ˈtɯn mu.rɑ.ˈsɯn ǀ] [ɯ.ˈjɯχ sɑχ.ˈtɑp ur.pɑχ.tɑr.ˈʁɑ be.re.ˈli ‖] [qɑ.jɯr.ˈmɑ] |

### Paroles en russe
Высокие горы, долины, поля –
Родная, заветная наша земля.
Отцы наши жили среди Ала-Тоо
Всегда свою родину свято храня.
Припев:
Вперед, кыргызский народ,
Путем свободы вперед!
Взрастай, народ, расцветай,
Свою судьбу созидай!
Извечно народ наш для дружбы открыт,
Единство и дружбу он в сердце хранит.
Земля Киргизстана, родная страна
Лучами согласия озарена.
Припев
Мечты и надежды отцов сбылись.
И знамя свободы возносиця ввысь.
Наследье отцов наших передадим
На благо народа потомкам своим
Припев,

### Traduction
Pays de montagnes enneigées, de steppes et de vallées,
Qui sont égaux aux âmes de nos gens.
Nos ancêtres vivaient parmi les Alataux,
Qu'ils ont protégé pendant des siècles.
Refrain :
Marchez, ô peuple kirghize !
Marchez vers la démocratie !
Prospérez et vivez, en avant !
Votre destin est entre vos mains !
Notre peuple est ouvert à l'amitié,
Ils partagent leurs âmes avec leurs amis,
Accueillant la pleine unité et harmonie,
La terre kirghize regorge de paix.
Refrain
Nos espoirs, nos aspirations comblées,
Ta bannière de liberté flotte sur nous.
Nous sommes dotés des traditions de nos ancêtres,
Notre culture restera sainte pour toujours.
Refrain